# ليني وليامز
ليني وليامز (بالإنجليزية: Lenny Williams)‏ هو مغني أمريكي، ولد في 16 فبراير 1945 في ليتل روك في الولايات المتحدة.

## وصلات خارجية
- الموقع الرسمي
- ليني وليامز على موقع IMDb (الإنجليزية)
- ليني وليامز على موقع ميوزك برينز (الإنجليزية)
- ليني وليامز على موقع أول ميوزيك (الإنجليزية)
- ليني وليامز على موقع ديسكوغز (الإنجليزية)